# Liste von Politikwissenschaftlern
Die Liste von Politikwissenschaftlern ist alphabetisch sortiert und enthält Forscher, die wesentliche Beiträge zum Fachgebiet Politikwissenschaft geleistet haben.

## Bekannte Politikwissenschaftler

### Als Wissenschaftler bekannt

#### A
- Gabriele Abels
- Wolfgang Abendroth, ehemaliger Professor für wissenschaftliche Politik an der Philipps-Universität Marburg
- Hermann Adam, Verfasser verbreiteter Lehrbücher zur Politikwissenschaft und Volkswirtschaft
- Emanuel Adler
- Johannes Agnoli, von 1967 bis 1990 Professor an der FU Berlin
- Detlev Albers, Professor für Politikwissenschaft an der Universität Bremen
- Ulrich von Alemann, Leiter des Lehrstuhls Politikwissenschaft II und ehemaliger Dekan der Philosophischen Fakultät an der Heinrich-Heine-Universität Düsseldorf
- Gabriel Almond, bedeutender US-amerikanischer Vertreter der Vergleichenden Politikwissenschaft
- Elmar Altvater, emeritierter Professor am Otto-Suhr-Institut
- Hannah Arendt, Publizistin und politische Theoretikerin.
- Richard K. Ashley
- Robert Axelrod, Vertreter der Rational-Choice-Theorie

#### B
- Arnulf Baring
- Michael Barnett
- Claus-Ekkehard Bärsch
- Stefano Bartolini
- Rudolph Bauer, Prof. i. R. der Universität Bremen
- Christine Bauhardt
- Isaiah Berlin
- Udo Bermbach
- Seyla Benhabib
- Arthur Benz
- Klaus von Beyme
- Hanne-Margret Birckenbach
- Wilhelm Bleek
- Dieter Blumenwitz
- Thorsten Bonacker
- Ahron Bregman
- Manfred Brocker
- Peter Brokmeier
- Tanja Brühl
- Hubertus Buchstein
- Hedley Bull
- Andreas Buro
- Heinrich Bußhoff
- Barry Buzan

#### C
- William E. Connolly
- Edvin Kanka Ćudić
- Ernst-Otto Czempiel

#### D
- Christopher Daase
- Frank Decker
- Nicole Deitelhoff
- Frank Deppe
- Karl W. Deutsch
- Nils Diederich
- Joseph Diescho
- Klaus Dicke
- Christoph Dörrenbächer

#### E
- David Easton
- Theodor Ebert
- Thomas Ellwein
- Jon Elster
- Gottfried Erb
- Theodor Eschenburg
- Josef Esser

#### F
- Jürgen W. Falter
- James D. Fearon
- Iring Fetscher
- Jürgen Fijalkowski
- Peter Filzmaier
- Martha Finnemore
- Ossip K. Flechtheim
- Rainer Forst
- Ernst Fraenkel
- Georg Fülberth
- Francis Fukuyama

#### G
- Thomas Gehring
- Andreas Gerlach
- Axel Görlitz
- Daniel Jonah Goldhagen
- Edgar Grande
- Sylvia Greiffenhagen
- Michael Th. Greven
- Peter Grottian

#### H
- Manfred Hättich
- Rolf Hanisch
- Jürgen Harrer
- Hans-Hermann Hartwich
- Sebastian Heilmann
- Eike Hennig
- Wilhelm Hennis
- Joachim Jens Hesse
- Joachim Hirsch
- Uwe Holtz
- Irving Louis Horowitz
- Rudolf Hrbek
- Samuel P. Huntington

#### I
- Wolfgang Ismayr

#### J
- Hans-Adolf Jacobsen
- Eckhard Jesse
- Uwe Jun

#### K
- Steffen Kailitz
- Karl Kaiser
- Werner Kaltefleiter
- Otto Keck
- Paul Kennedy
- Robert Keohane
- Peter Graf Kielmansegg
- Wilhelm Knelangen
- Marianne Kneuer, IPSA-Präsidentin (seit 2018), Mitglied des Executive Committe (seit 2014) sowie der DVPW & DVfP, Professorin für Politikwissenschaft der Universität Hildesheim (seit 2011)
- Christoph Knill
- Eugen Kogon
- Beate Kohler-Koch
- Karl-Rudolf Korte, Universität Duisburg-Essen, NRW School of Governance
- Stephen D. Krasner
- Friedrich Kratochwil
- Peter A. Kraus
- Eva Kreisky
- Gert Krell
- Ekkehart Krippendorff
- Charles A. Kupchan
- Will Kymlicka

#### L
- Bernd Ladwig
- Gerd Langguth
- Paul F. Lazarsfeld
- Claus Leggewie, Professor für Politikwissenschaft an der Justus-Liebig-Universität Gießen
- Kurt Lenk
- Wolfgang Leonhard
- Arend Lijphart
- Peter Lösche
- Konrad Löw
- Richard Löwenthal

#### M
- Paul Magnette
- Christoph Marcinkowski
- Hanns W. Maull
- Renate Mayntz
- John J. Mearsheimer
- Hans-Joachim Mengel
- Wolfgang Merkel, Direktor der Abt. Demokratie und Demokratisierung (Wissenschaftszentrum Berlin für Sozialforschung; seit 2004), Professor für Vergleichende Politikwissenschaft der Humboldt-Universität Berlin.
- Reinhard Meyers
- Robert Michels
- Siegfried Mielke
- Ralph Miliband
- Subrata K. Mitra
- Andrew Moravcsik
- Hans Morgenthau
- Harald Müller
- Herfried Münkler

#### N
- Wolf-Dieter Narr
- Gero Neugebauer, Schwerpunkt empirische Politische Soziologie und Parteienforschung, Otto-Suhr-Institut an der Freien Universität Berlin.
- Franz Neumann
- Julian Nida-Rümelin
- Dieter Nohlen
- Joseph S. Nye

#### O
- Claus Offe
- Reinhard Opitz

#### P
- Franz Urban Pappi
- Björn Pätzoldt
- Werner J. Patzelt
- Anton Pelinka
- Fritz Plasser
- Nicos Poulantzas
- Adam Przeworski

#### R
- Joachim Raschke
- Peter Reichel
- Alois Riklin
- Thomas Risse
- Volker Rittberger
- Wilfried Röhrich
- Stein Rokkan
- Hartmut Rosa
- John Ruggie
- Rudolph Joseph Rummel

#### S
- Giovanni Sartori
- Fritz W. Scharpf
- Frank Schimmelfennig
- Manfred G. Schmidt
- Hans-Peter Schwarz
- Klaus Segbers
- Jürgen Seifert
- Dieter Senghaas
- Alexander Siedschlag
- Quentin Skinner
- Kurt Sontheimer
- Winfried Steffani
- Tine Stein
- Dolf Sternberger
- Rudolf Steinberg
- Johano Strasser
- Leo Strauss

#### T
- Melanie Tatur
- Bassam Tibi
- Emmanuel Todd
- Eugenie Trützschler von Falkenstein
- Johannes Tuchel

#### V
- Johannes Varwick
- Sidney Verba
- Fritz Vilmar
- Eric Voegelin

#### W
- Stephen M. Walt
- Franz Walter
- Kenneth Waltz
- Werner Weidenfeld
- Alexander Wendt
- Rudolf Wildenmann
- Klaus Dieter Wolf
- Wichard Woyke

#### Z
- Howard Zinn
- Michael Zürn, Dekan der Hertie School of Governance (Berlin)

### Als Politiker bekannt
- Rocco Buttiglione, zuletzt Professor für Politikwissenschaft an der Università San Pio V in Rom.
- Micheline Calmy-Rey, Bundesrätin, ehemalige Außenministerin der Schweiz
- Marion Caspers-Merk, Lehrbeauftragte an der Fachhochschule für öffentliche Verwaltung in Kehl
- Milovan Đilas, jugoslawischer Politiker bis 1954 (Bruch mit Tito)
- Björn Engholm, 1981/82 Bundesminister, 1988/93 MP Schleswig-Holstein (und SPD-Bundesvorsitzender), Abschluss als Dipl.-Pol. HWP Hamburg
- Heinz Fischer, 2004–16 österreichischer Bundespräsident, Professor für Politikwissenschaft in Innsbruck
- Ólafur Ragnar Grímsson, Präsident Islands von 1996 bis 2016 (Er etablierte das Fach Politikwissenschaft in Island und lehrte 18 Jahre an der Universität Reykjavík.)
- Henry Kissinger, Mitglied des Lehrkörpers der Harvard University, im Department of Government und am Center for International Affairs an der Harvard University
- Helmut Kohl, MP Rheinland-Pfalz 1976/82, 1982/1998 (gesamt-)deutscher Bundeskanzler, danach v. a. Staatsmann; promovierter Heidelberger Politikwissenschaftler
- Horst Köhler, Bundespräsident der Bundesrepublik Deutschland a. D.
- Norbert Lammert, Bundestagspräsident a. D., Vorsitzender der Konrad-Adenauer-Stiftung
- Hans Maier, langjähriger bayerischer Staatsminister für Unterricht und Kultus
- Heinrich Neisser, ehemaliger Minister und 2. Nationalratspräsident in Österreich, Professor für Politikwissenschaft an der Universität Innsbruck
- Peter von Oertzen, SPD-Politiker, Kultusminister und Professor für Politikwissenschaft in Hannover
- Yvonne Ploetz, Die Linke, MdB a. D. (2010–13)
- Thorsten Schäfer-Gümbel, Spitzenkandidat der hessischen SPD zur Landtagswahl am 18. Januar 2009
- Rudolf Scharping, ehemaliger Ministerpräsident von Rheinland-Pfalz, SPD-Vorsitzender und Bundesverteidigungsminister
- Gesine Schwan, 2004 und 2009 Kandidatin für das Amt des deutschen Bundespräsidenten, Rektorin der Europa-Universität Viadrina in Frankfurt (Oder)
- Ralf Stegner, Vorsitzender der SPD-Landtagsfraktion und seit 2007 Landesvorsitzender der schleswig-holsteinischen SPD
- Bernhard Vogel, rheinland-pfälzischer und thüringischer Ministerpräsident, 1960–1967 Wissenschaftlicher Assistent und Lehrbeauftragter an der Universität Heidelberg
- Woodrow Wilson, 28. Präsident der Vereinigten Staaten von Amerika

### Andere
- Frédéric Beigbeder, Schriftsteller
- Arthur M. Schlesinger, Historiker
- Joseph von Sonnenfels, Schriftsteller